# Castellar (Alpes-Maritimes)
Castellar (okzitanisch Castelar; italienisch Castellaro) ist eine französische Gemeinde mit 1.042 Einwohnern (Stand 1. Januar 2022) im Département Alpes-Maritimes in der Region Provence-Alpes-Côte d’Azur. Die Einwohner heißen Castellarois.

## Geografie
Die Gemeinde erstreckt sich in Nord-Süd-Richtung entlang der französisch-italienischen Grenze im Osten. Das Höhenprofil fällt von Nord nach Süd und von Ost nach West in Richtung des Careï-Tales, das die natürliche Westgrenze des Gemeindegebietes bildet, ab.
Der Ort ist ein Village perché auf einem Felsvorsprung, der freien Blick auf die französische Mittelmeerküste (Côte d’Azur) und die italienische Riviera bietet.

## Bevölkerungsentwicklung
| Jahr                       | 1962 | 1968 | 1975 | 1982 | 1990 | 1999 | 2007 | 2016 |
| Einwohner                  | 344  | 320  | 353  | 533  | 638  | 821  | 944  | 1059 |
| Quellen: Cassini und INSEE |      |      |      |      |      |      |      |      |

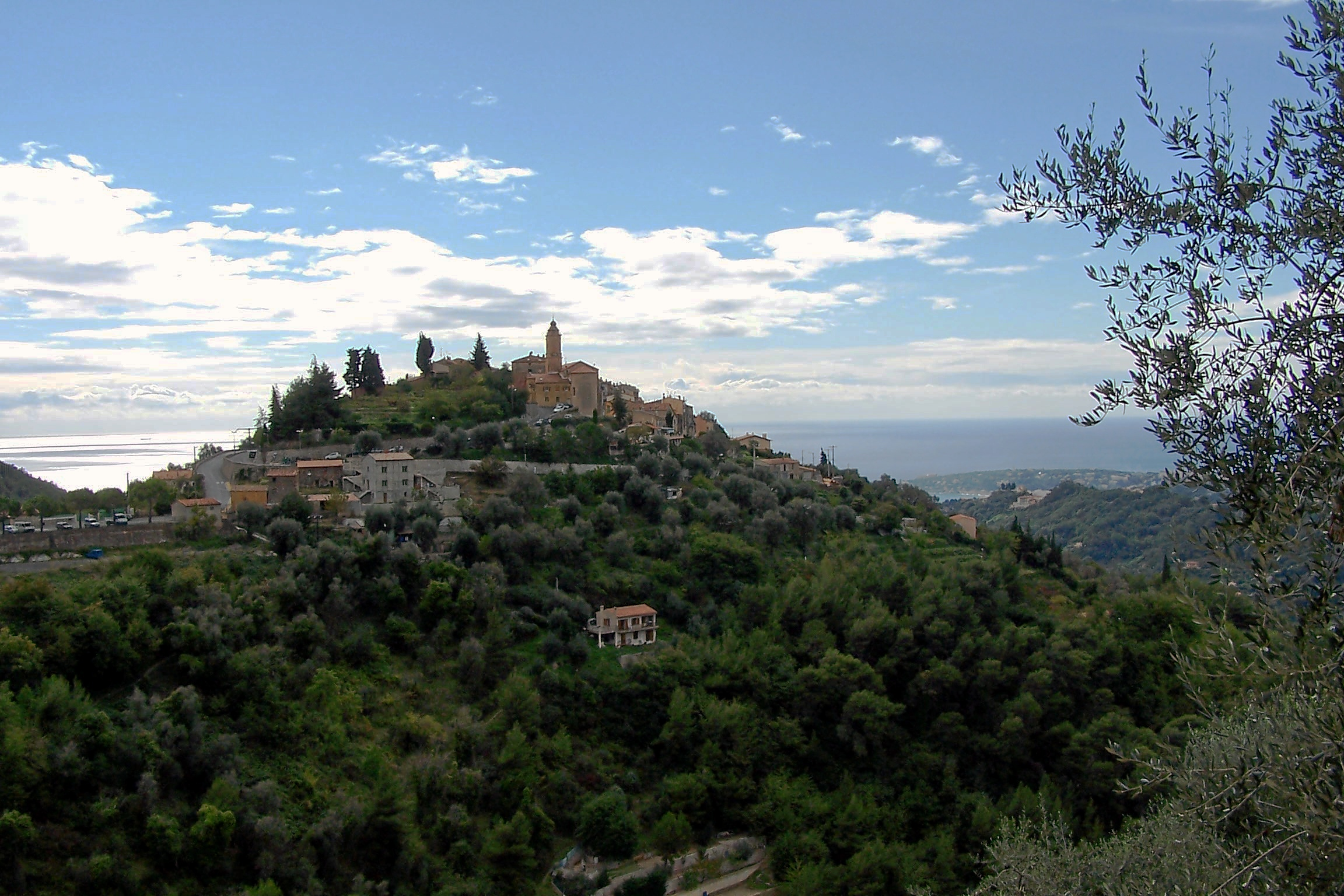
Castellar
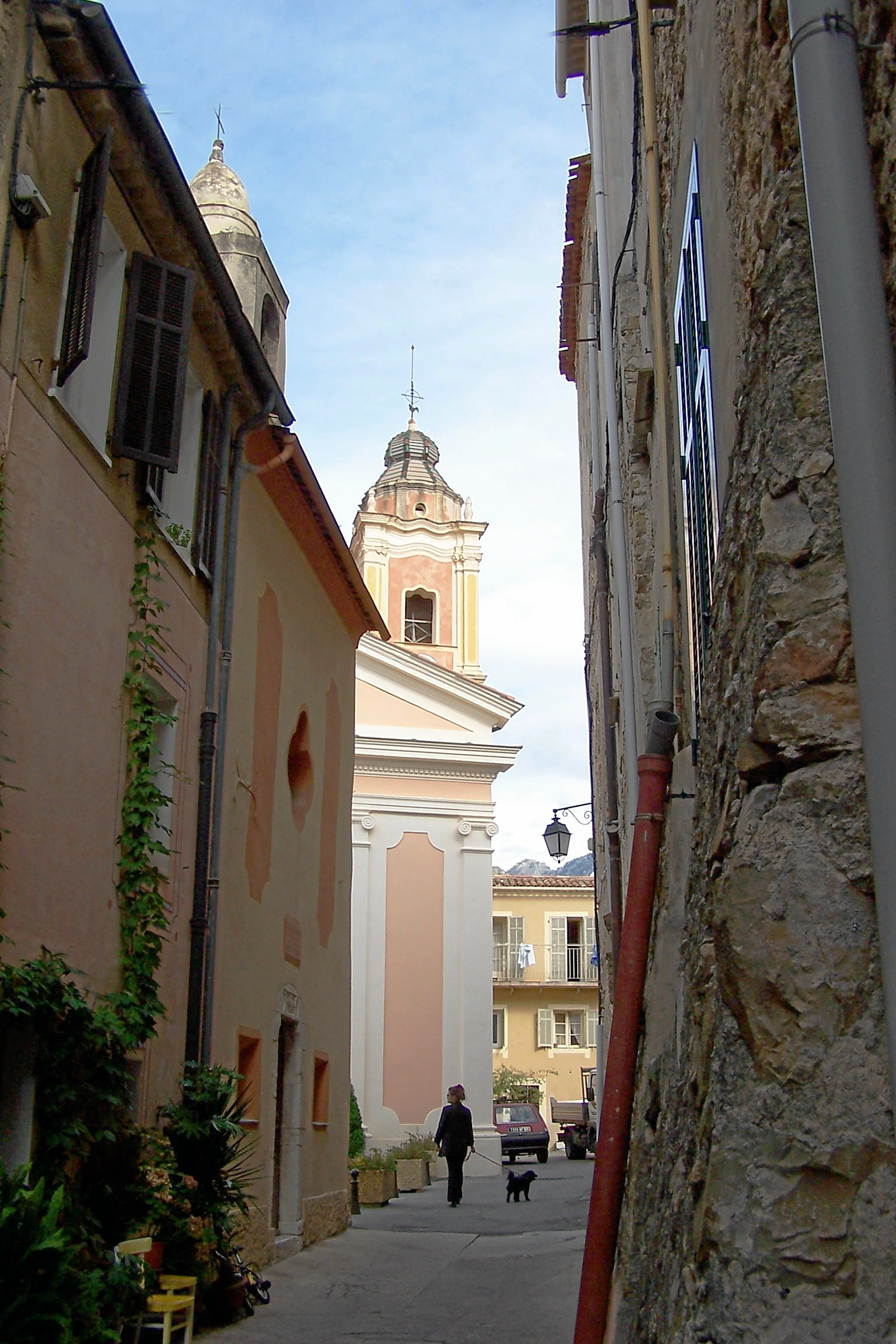
Gasse mit Kirche
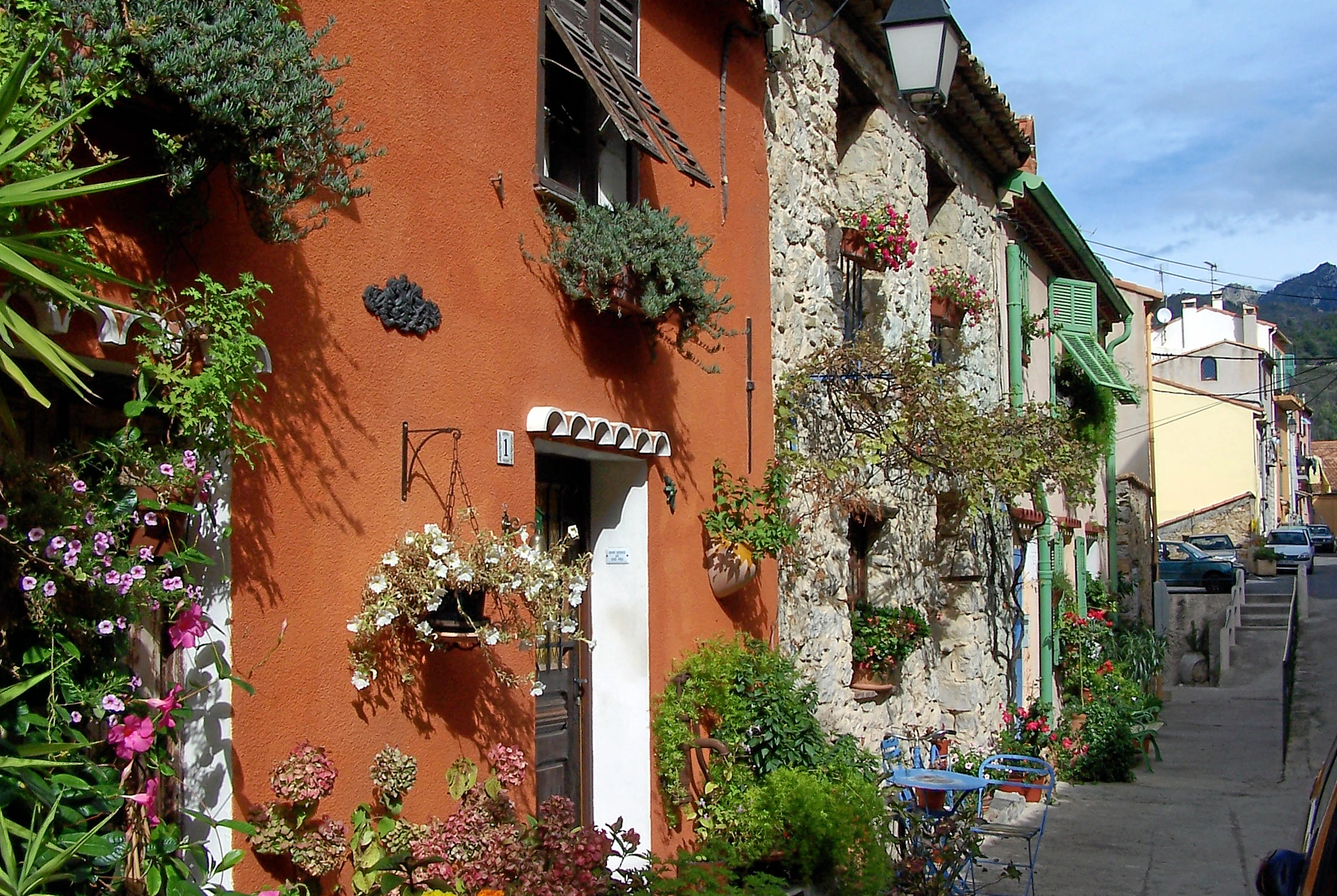
Häuser mit Blumenschmuck

## Sehenswürdigkeiten
Siehe: Liste der Monuments historiques in Castellar (Alpes-Maritimes)